# Bitka pri Spencer's Ordinary
Bitka pri Spencerjevem Ordinaryju je bil neodločen spopad, ki se je zgodil 26. junija 1781 v ameriški revolucionarni vojni. Britanske sile pod poveljstvom podpolkovnika Johna Gravesa Simcoeja in ameriške sile pod poveljstvom polkovnika Richarda Butlerja, lahki oddelki pehote vojske generala Charlesa Cornwallisa, lorda Cornwallisa in vojske Gilberta du Motierja, markiza de Lafayette, so se spopadle v bližini gostilne ("ordinary") Spencer .
Lafayette je sledil Cornwallisu, ko je ta premikal svojo vojsko proti Williamsburgu iz osrednje Virginije. Zavedajoč se, da se je Simcoe ločil od Cornwallisa, je poslal Butlerja, da bi Simcoeju odrezal pot. Obe strani sta, zaskrbljeni, da bi druga lahko dobila okrepitve iz glavne vojske, sčasoma prekinili bitko ki se je tako končala neodločeno.

## Notes
1. ↑  Fryer and Dracott, p. 65